# John Charles Frémont
John Charles Frémont (21. ledna 1813 Savannah, Georgie – 13. července 1890 New York) byl americký objevitel, generál a politik. V letech 1841 až 1853 uskutečnil pět geodetických expedic, které patřily k nejdůležitějším expedicím 19. století za účelem průzkumu amerického Západu a vynesly mu přezdívku Průzkumník (The Pathfinder); jeho oficiální zkratka botanického autora je „Frém.". Frémontovy zásluhy spočívají především v průzkumu hornaté části Spojených států a také v nalezení vhodných pozemních tras, které byly později využity železniční a silniční sítí.
Během tohoto období také poprvé sloužil v armádě a v letech 1846–1847 byl během mexicko-americké války podplukovníkem či majorem pod velením komodora Stocktona, a tak má velký podíl na dobytí Kalifornie ve prospěch Spojených států. V roce 1850 byl Frémont jako člen Demokratické strany vedle Williama M. Gwina zvolen za prvního senátora nového státu a zastupoval jej v Kongresu až do roku 1851. V roce 1856 vstoupil do Republikánské strany založené v roce 1854 kvůli své ostré opozici vůči otroctví a v následujících prezidentských volbách neúspěšně kandidoval jako první republikán proti Jamesi Buchananovi.
V roce 1861 byl Frémont Abrahamem Lincolnem jmenován generálmajorem v americké občanské válce, ale ve stejném roce byl propuštěn kvůli vydání svévolného ediktu o emancipaci otroků Konfederace a až do odchodu z armády v roce 1864 neobdržel žádné další velení. V roce 1878 se ocitl ve finančních potížích a byl závislý na výnosech z publikací své známé manželky Jessie Frémontové. Proto byl jmenován guvernérem Arizonského teritoria, ale na tento úřad musel již v roce 1881 rezignovat, protože v Arizoně téměř nepobýval.